# 松川インターチェンジ

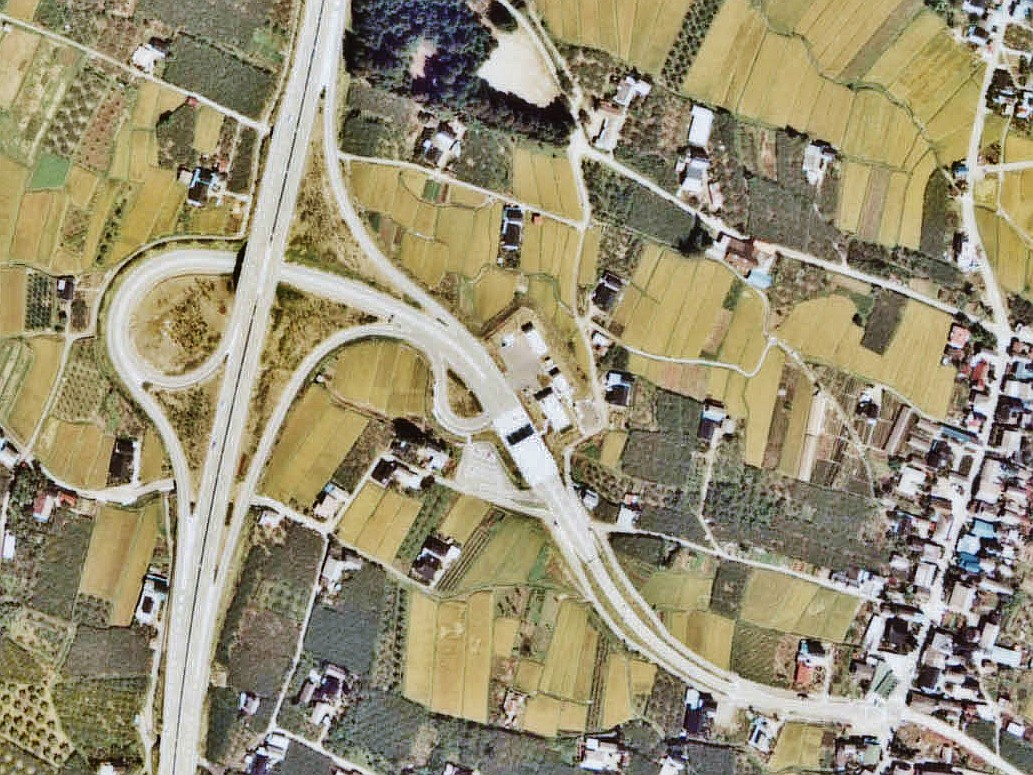
松川インターチェンジ
（1976年〈昭和51年〉度撮影）。

松川インターチェンジ（まつかわインターチェンジ）は、長野県下伊那郡松川町大島にある中央自動車道のインターチェンジ。
松川町、高森町、豊丘村、喬木村北部、大鹿村、上伊那郡中川村、飯島町南部の最寄りICである。

## 道路
- E19 中央自動車道（25番）

## 接続する路線
- 長野県道59号松川インター大鹿線（直結）
  - 長野県道15号飯島飯田線
  - 国道153号
  - 国道152号

## 料金所
- ブース数：4

### 入口
- ブース数：2
  - ETC専用：1
  - ETC・一般：1

### 出口
- ブース数：2
  - ETC専用：1
  - ETC・一般：1

## 周辺
周辺の県道にはりんご畑や梨畑の農園が多数存在する。
- JR東海 飯田線伊那大島駅
- 松川町役場
- JAみなみ信州松川支所
- 天竜川
- 松川タクシー

## 松川バスストップ
松川インターバスストップは、松川インターチェンジに併設されている中央自動車道のバス停留所である。

### 停車する路線
- 飯田 - 新宿線（中央高速バス、信南交通・伊那バス・アルピコ交通・京王バス）
飯島BS - 松川BS - 高森BS
- 飯田 - 横浜線（ベイブリッジ号、伊那バス）
飯島BS - 松川BS - 高森BS
- 箕輪・伊那・駒ヶ根 - 名古屋線（中央道高速バス、信南交通・伊那バス・名鉄バス）
飯島BS - 松川BS - 高森BS
- 箕輪・伊那・駒ヶ根 - 大阪（梅田）・USJ線（アルペン伊那号、信南交通・伊那バス・阪急観光バス）
飯島BS - 松川BS - 高森BS
- 飯田 - 長野線（みすずハイウェイバス、信南交通・伊那バス・アルピコ交通）
飯島BS - 松川BS - 高森BS
- 飯田 - 立川線（中央高速バス立川飯田線立川バス、京王バス、伊那バス）
飯島BS - 松川BS - 高森BS

## 隣
E19 中央自動車道
(24) 駒ヶ根IC/BS - (24-1) 駒ヶ岳SA/スマートIC - 飯島BS -  (25) 松川IC - 高森BS - (25-1) 座光寺PA/SIC - 上飯田BS - (26) 飯田IC